# 芝加哥警署 (第12季)
美國警匪電視劇《芝加哥警署》第12季於2024年9月25日在NBC首播，故事的時間點為上季的一個月後。

## 角色

### 主要
- 傑森·貝吉 飾演 科長亨利·“漢克”·沃伊特（英语：Henry "Hank" Voight）
- 傑西·李·索弗 飾演 探員傑·霍斯泰德
- 瑪琳娜·斯奎爾恰提（英语：Marina Squerciati） 飾演 金·伯爾吉斯（英语：Kim Burgess）
- Patrick John Flueger as Officer Adam Ruzek
- 拉羅伊斯·霍金斯（英语：LaRoyce Hawkins） 飾演 凱文·阿特沃特爾
- Benjamin Levy Aguilar as Officer Dante Torres
- 艾美·莫爾頓（英语：Amy Morton） 飾演 楚迪·普拉特

## 集數
#invoke:Episode table

## 製作
2024年3月21日，NBC宣布續訂本劇至第12季，將於2024-25年度持續播出。
7月31日，NBC宣佈《芝加哥警署》第12季將新增卡司。來自《紐約新醫革命》的演員托亞·特納（Toya Turner）將在第12季中擔任常駐角色。托雅·特納因在《修女戰士》（Warrior Nun）中的精彩表現廣受矚目，她的加入為《芝加哥警署》帶來了更多看點。
9月4日，迎來了《野獸家族》演員蕭恩·哈特西的加入。他將在劇中飾演芝加哥警署的新副局長查理·瑞德（Charlie Reid）。根據執行製作人葛文·西甘（Gwen Sigan）的說法，這個角色將為亨利·“漢克”·沃伊特帶來一個全新的局勢。瑞德這個角色與沃伊特在執法理念上有不少相似之處，因此兩人的關係將會隨著劇情發展變得越來越複雜且有趣。